# Silago
Silago (Bayan ng Silago) är en kommun i Filippinerna. Kommunen ligger på ön Leyte, och tillhör provinsen Södra Leyte. Folkmängden uppgår till 10 486 invånare.
Silago är indelat i 15 barangayer.